# Trioctylamin
Trioctylamin ist eine chemische Verbindung aus den Gruppen der aliphatischen Amine und der tertiären Amine.

## Gewinnung und Darstellung
Trioctylamin kann durch Reaktion von 1-Octanol mit Ammoniak in Gegenwart von Wasserstoff und einem Katalysator oder katalytischer Hydrierung von Caprylonitril gewonnen werden.

## Eigenschaften
Trioctylamin ist eine brennbare, schwer entzündbare, luftempfindliche, farblose Flüssigkeit mit aminartigem Geruch, die praktisch unlöslich in Wasser ist.

## Verwendung
Trioctylamin wird als Extraktionsmittel für organische Säuren (wie TCA, Bernsteinsäure und Essigsäure) und Edelmetalle (zum Beispiel Technetium) verwendet. Es wird auch als Lösungsmittel und als Zwischenprodukt bei der Herstellung von Arzneimitteln verwendet. Weiterhin dient es zur Herstellung von quaternären Ammoniumverbindungen, Agrochemikalien, Tensiden, Schmiermitteladditiven, Korrosionsinhibitoren, Vulkanisationsbeschleunigern und Farbstoffen.